# 赛音诺颜部中左末旗扎萨克亲王
赛音诺颜部中左末旗扎萨克亲王为清朝外扎萨克蒙古喀爾喀中路赛音诺颜部中左末旗的世袭扎萨克和硕亲王。清康熙五十九年（1720年）原属土谢图汗部的策棱因军功授扎萨克。雍正元年（1723年）特诏封多罗郡王。雍正九年（1731年）晋封为和硕亲王，并授喀尔喀大扎萨克。雍正十年（1732年）赐号超勇亲王，晋封固伦额驸，同年清廷从土谢图汗部分出19旗统称赛音诺颜部。蒙古人民党政府在1923年废除外蒙古的扎萨克王公制度。

## 喀尔喀超勇亲王世系
| 世代   | 姓名         | 年份           | 备注           |
| ------ | ------------ | -------------- | -------------- |
| 第一代 | 策棱         | 1721年－1750年 |                |
| 第二代 | 成衮札布     | 1750年－1771年 | 策棱子         |
| 第三代 | 拉旺多尔济   | 1771年－1816年 | 成衮札布子     |
| 第四代 | 巴彦济尔嘎勒 | 1816年－1817年 | 拉旺多尔济嗣子 |
| 第五代 | 车登巴咱尔   | 1817年－1852年 | 巴彦济尔嘎勒子 |
| 第六代 | 达尔玛       | 1852年－1874年 | 车登巴咱尔子   |
| 第七代 | 那彦图       | 1874年－1923年 | 达尔玛子       |